# تمیزکردن فراصوت

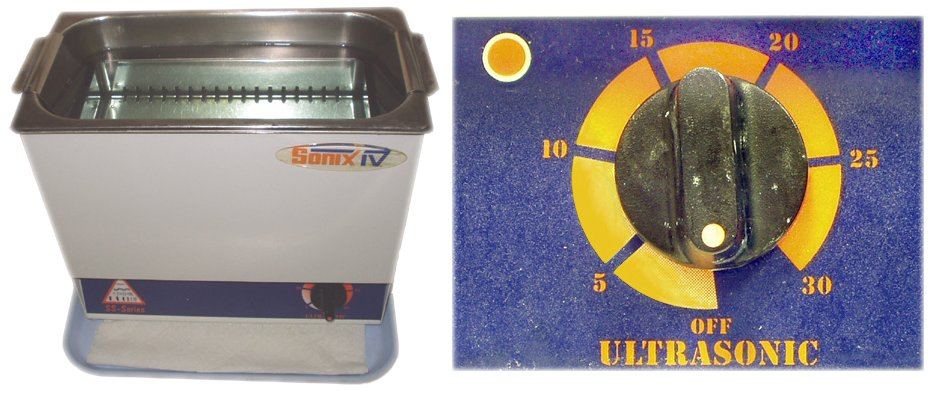
تمیزکنندهٔ فراصوت (آلتراسونیک) با سبد قابل جدا شدن در محل، در کنار یک نمای نزدیک از چراغ و تایمر

تمیزکردن با فراصوت (به انگلیسی: Ultrasonic Cleaning) یک فرایند است که از فراصوت (معمولاً ۲۰ تا ۴۰۰ کیلوهرتز) و یک محلول پاک‌کننده (گاهی نیز آب شیر) برای تمیزکردن اجسام استفاده می‌کند. در این فرایند می‌توان فقط از آب استفاده کرد، اما استفاده از محلول مناسب برای جسم مورد نظر در تمیز کردن آن تأثیر بسزایی دارد. تمیزکردن معمولاً ۳ تا ۶ دقیقه طول می‌کشد، اما ممکن است بسته به جسم مورد نظر تا ۲۰ دقیقه نیز بکشد.
تمیزکننده‌های فراصوتی برای تمیزکردن اجسام مختلفی از جمله جواهرات، لنزها و دیگر قطعات نوری، ساعت‌ها، تجهیزات جراحی و دندان‌پزشکی، ابزار، سکه‌ها، خودنویس‌ها، پرده کرکره‌ها، سلاح‌های گرم، انژکتور ماشین‌ها، وسایل موسیقی، قطعات صنعتی و قطعات الکترونیکی استفاده می‌شوند. بسیاری از جواهرفروشی‌ها و ساعت‌سازی‌ها و کارگاه‌های تعمیر وسایل الکترونیکی از این روش استفاده می‌کنند.

## تاریخچه
تمیزکننده‌های فراصوت از حدود ۱۹۵۰ وارد صنعت شده و حدود ۱۹۷۰ به خانه‌ها با قیمتی نسبتاً ارزان راه یافت.